# Niezależna Partia Pracy (Kanada)
Kanadyjska Niezależna Partia Pracy (ang. Independent Labour Party of Canada) – socjalistyczna partia polityczna działająca w Kanadzie w prowincji Alberta do początku lat sześćdziesiątych XX wieku. Wraz z Federacją Wspólnot Spółdzielczych dała podstawy Nowej Demokratycznej Partii Kanady. Partia podobnie jak Federacja została założona przez Jamesa Woodswortha.
Partia w okresie swej działalności zdołała uzyskać szereg mandatów do parlamentu federalnego oraz prowincjonalnych.